# An Bun Beag
An Bun Beag (en anglès Bunbeg) és un llogaret d'Irlanda, al comtat de Donegal, a la província de l'Ulster. Es troba enmig de Doirí Beaga i la Gaeltacht de Gaoth Dobhair. El seu nom en irlandès vol dir «boca del petit riu».

## La tempesta
Al vespre del dimarts 23 juny de 2009 una tempesta assolí Gaoth Dobhair i les zones veïnes durant algunes hores, preferentment els pobles d'An Bun Beag i Doirí Beaga. Va provocar dos rius que es van desbordar, i va inundar cases, botigues i fàbriques, destrossar les carreteres i destruir ponts. Un llampec va danyar les línies elèctriques i va provocar una important ruptura dels senyals dels mòbils. Les persones atrapades per la tempestà va romandre incomunicades. Tres ponts d'accés van ser arrossegats i vint cases van restar aïllades de la resta del món.